# 三年坂 火の夢
『三年坂 火の夢』（さんねんざか ひのゆめ）は、早瀬乱による日本の推理小説。第52回江戸川乱歩賞受賞作（鏑木蓮の「東京ダモイ」と同時受賞）。

## あらすじ
転ぶと三年以内に死ぬという言い伝えがある“三年坂”という坂。「三年坂で転んでね」と言い遺して亡くなった兄の死の真相を探るため、実之は東京中の“三年坂”を探し駆け巡る。
一方、イギリス帰りの高嶋鍍金は、ある雑誌の原稿依頼を受ける。東京には、ここに火を着ければ東京中を焼き尽くすことができる『発火点』とも呼べる場所があるらしい、それが可能かどうか調べて欲しいというものだった。
坂について調べる実之と、発火点について調べる鍍金を繋げるのは、実之の父が遺したある原稿だった。

## 登場人物

### 奈良
内村 実之（ さねゆき）
1881年（明治14年）生まれ。両親が別れ、母が実家に戻った後に妊娠に気付いたため、父親に会ったことはない。18歳。身長は180cm近くある。奈良県S市の中学校の5年生。夏休みの間は、薪炭問屋でアルバイトをする。
兄の死の真相を探るため、予備校通いを兼ねて上京する。
内村 義之（うちむら よしゆき）
実之の5歳年上の兄。1876年（明治9年）生まれ。東京帝国大学工科の学生。遊びを知らない真面目な青年だったが、家族に何の相談もないまま勝手に中退し、残りの学資も使い果たした上、腹に傷を負って実家に戻ってきた。療養も虚しく、帰省して1週間後に呆気なく亡くなった。
安（やす）
実之のアルバイト先の同僚。16歳。尋常小学校を出てからずっと薪炭問屋で働いている。
渡部 義郎（わたべ よしろう）
実之のクラスメイト。S市内にある染物屋の次男。黒岩涙香の探偵小説が好き。
内村 充輔（うちむら みつすけ）
実之の伯父。燃料店を営む。義之の死を受け、実之に学資の援助をすることに。

### 東京
高嶋 鍍金（たかしま めっき）
神田錦町の予備校「開明学校」の英語の講師。「鍍金」は雑誌に記事を書く時の号であり、本名ではない。実家は綿を輸出入する資産家で、10年ほどイギリスに留学していた。人力俥夫が大火の中を駆け回る火の夢を見る。
立原 総一郎（たちはら そういちろう）
物理化学の研究者。専攻は建築素材で、耐震研究をしている。副業として「開明学校」で講師をしていた。鷺沼が火付けの犯人ではと疑う。
鷺沼 洋次郎（さぎぬま ようじろう）
出版社「天命館」の編集者。鍍金に、東京で大火が起こる可能性を指摘し明治政府を批判する文章を書いて欲しいと依頼する。
河田 義雄（かわた よしお）
義之の友人。帝大生。谷中に下宿している。
真庭 弘次郎（まにわ こうじろう）
義之の友人。帝大生。
保谷 志野（ほや しの）
番町の三年坂の麓の家の娘。府立高等女学校の女学生、17歳。父・重恭（しげやす）は府の役人。
捨（すて）・拾（ひろい）
実之の坂探しを手伝ってくれる乞食の少年。「捨」は捨て子だから、「拾」は拾い屋の見習いとして日銭を稼いでいるからとのこと。拾は吃音癖があるらしく、捨が間に入って話をする。
人力俥夫
火事の現場で必ず見かけられる初老の男。右の首筋に火傷の痕がある。